# Aipysurus mosaicus
Aipysurus mosaicus är en havsorm som lever i regionen mellan norra Australien och Nya Guinea. Den upptäcktes 2012.

## Upptäckten
Vid en granskning i Köpenhamns zoologiska museum upptäcktes att två olika ormar i formaldehyd var markerade med samma namn. De förvarades där sedan 1800-talet. En jämförelse med konserverade ormar från andra europeiska museer stödde antagandet att en av ormarna saknade vetenskaplig beskrivning. Levande exemplar av arten hittades senare mellan Australien och Nya Guinea.

## Utbredning och habitat
Utbredningsområdet är korallrev norr om Australien samt söder om Nya Guinea. Arten vistas även i tidvattenzonen av angränsande floder. Den dyker vanligen 2 till 20 meter ner, sällan ner till 50 meter.

## Utseende
Ormen har en kroppslängd (huvud och bål) av 45 till 75 cm och därtill kommer en 8,5 till 11,5 cm lång svans. Den liknar andra arter av släktet Aipysurus men skiljer sig i några detaljer. Huvudet är mörkbrun på ovansidan och något ljusare brun på undersidan. Kroppen har många tvärband i brun, olivgrön, gul, rosa och krämfärgad. Gränsen mellan dessa tvärband är inte rak, den följer istället fjällen så att färgtäckningen liknar en antik mosaik. Därför valdes artepitet mosaicus som kommer från latinets ord för mosaik.

## Ekologi
Födan utgörs troligen av fiskrom.